# Urera thonneri
Urera thonneri är en nässelväxtart som beskrevs av Wildem. och Th. Dur.. Urera thonneri ingår i släktet Urera och familjen nässelväxter. Inga underarter finns listade i Catalogue of Life.